# Bundesstraße 378
Pour les articles homonymes, voir Route 378.
La Bundesstraße 378 est une Bundesstraße du Land de Bade-Wurtemberg.

## Géographie
La B 378 bifurque à l'entrée nord de Müllheim à partir de la B 3, à peu près dans une direction nord-sud, puis en direction de l'ouest jusqu'à Neuenburg am Rhein, et après environ 500 mètres, elle coupe la ligne de Mannheim à Bâle. Après Neuenburg, un grand arc permet d'atteindre la jonction 65 (Müllheim/Neuenburg) de l'A 5. En franchissant le Rhin, la B 378 mène à la frontière avec la France au milieu du pont, où elle se confond avec la Route départementale 39 (D 39) en direction de Mulhouse.

## Histoire
De 1940 à 1944, la Reichsstraße 362 va du côté français en Haute-Alsace, qui est sous administration civile allemande, à l'ouest jusqu'à la frontière du Territoire de Belfort.

## Source
- (de) Cet article est partiellement ou en totalité issu de l’article de Wikipédia en allemand intitulé « Bundesstraße 378 » (voir la liste des auteurs).

1. ↑  (de) « Die Bundes- und Reichsstraßen in Deutschland - Nr.  328 - 398 » [archive du 12 décembre 2008], sur home.arcor.de (consulté le 16 juillet 2025)